# Бајериш Гмајн
Бајериш Гмајн (њем. Bayerisch Gmain) општина је у њемачкој савезној држави Баварска. Једно је од 15 општинских средишта округа Берхтесгаденер Ланд. Према процјени из 2010. у општини је живјело 2.976 становника. Посједује регионалну шифру (AGS) 9172115.

## Географски и демографски подаци
Бајериш Гмајн се налази у савезној држави Баварска у округу Берхтесгаденер Ланд. Општина се налази на надморској висини од 540 метара. Површина општине износи 11,4 km². У самом мјесту је, према процјени из 2010. године, живјело 2.976 становника. Просјечна густина становништва износи 261 становника/km².